# HR 2562 b
HR 2562 b é um exoplaneta gigante gasoso que orbita uma estrela do tipo F. Sua massa é de 30 massas de Júpiter, leva 80,3 anos para completar uma órbita em torno de sua estrela e está a uma distância de 20,3 UA (Unidades Astronômicas) de sua estrela. Sua descoberta foi anunciada em 2016.